# Paolo Sarpi
Pietro Paolo Sarpi, dit Fra Paolo, né le 14 août 1552 à Venise, mort le 15 janvier 1623 à Venise, est un historien, érudit, scientifique et patriote vénitien. Il est notamment l'auteur d'une histoire du concile de Trente.

## Biographie

### Jeunesse chez les Servites
Paolo Sarpi est né Pietro Sarpi à Venise, fils de Francesco di Pietro Sarpi, marchand d'origine frioulane, et d'Isabella Morelli. Il perdit son père quand il était enfant et fut accueilli chez son oncle maternel, un prêtre qui fit son éducation. En 1566, il entra dans le monastère vénitien des Servites de Marie, contre la volonté de son oncle qui voulait en faire un prêtre. Envoyé en 1567 à Mantoue pour participer au chapitre général de son ordre, il est nommé théologien du duc de Mantoue Guglielmo Gonzague, alors que l'évêque de la ville le recrute comme professeur de théologie. Il se rend à Milan en 1574 auprès de l'archevêque Charles Borromée, puis retourne en 1575 à Venise, dans le couvent de son ordre. Docteur en théologie de l'université de Padoue en 1578, il devient prieur de la province vénitienne des Servites en 1579, puis procureur général de son ordre en 1585. Il réside alors à Rome (1585-1589), avant de retourner à Venise à la fin de son mandat.

### Venise en conflit avec le pape
À partir de 1606, il se porta défenseur de Venise dans ses démêlés avec le pape Paul V. La République entendait en effet soumettre le clergé au contrôle de la République. Ainsi, le 10 janvier 1604, le Sénat vénitien interdit-il la fondation d'hôpitaux religieux, de monastères, d'églises et autres lieux de cultes sans l'autorisation de la Seigneurie. Le 26 mars 1605, il interdit l'aliénation de biens possédés par des laïcs à des ecclésiastiques et limite les compétences des tribunaux ecclésiastiques. Le 10 décembre 1605, le pape exige l'abrogation des deux lois. Nommé théologien de la République par le doge Leonardo Donà le 28 janvier 1606, Sarpi s'emploie à défendre la position de Venise par de nombreux écrits. Le pape Paul V frappe alors la république d'un interdit qui restera connu sous le nom d'Interdit vénitien, le 17 avril 1606. Les Jésuites, ainsi que les Capucins et les Théatins, sont expulsés de Venise le 9 mai 1606.
Sarpi dut affronter l'excommunication pendant le conflit. À l'université de Padoue, il rencontra Galileo Galilei, qui devint son ami. L'interdit ne fut levé que le 21 avril 1607.
Ayant été, en 1607, blessé par des assassins au Ponte Santa Fosca, il fut traité aux frais de l'État.

## Les œuvres de Paolo Sarpi

### Historique du Concile de Trente

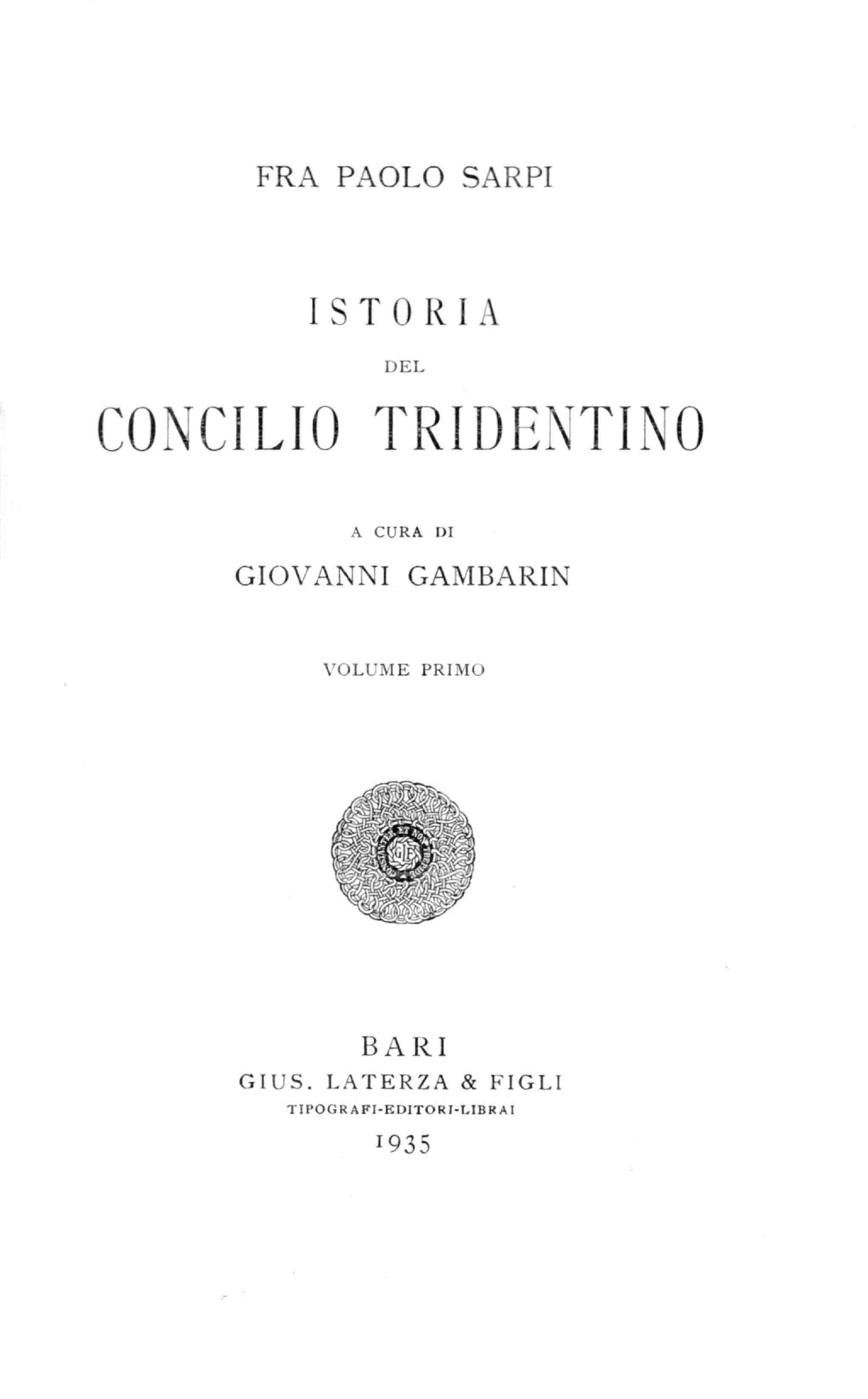
Istoria del Concilio tridentino, 1935

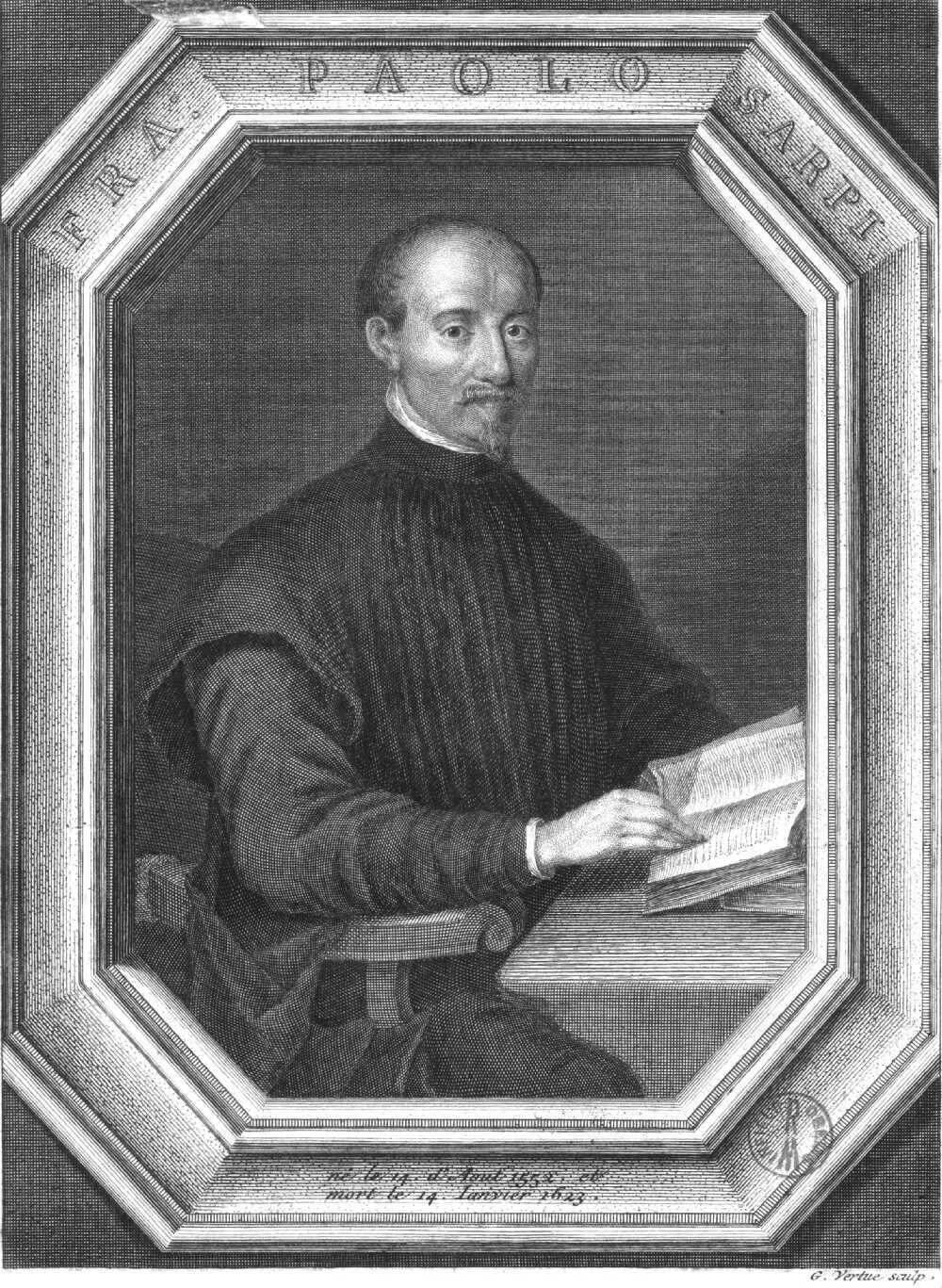
Fra Paolo Sarpi

En 1619, est publié à Londres son chef-d'œuvre littéraire l'Istoria del Concilio Tridentino (Histoire du Concile de Trente). Ce livre paraît sous le nom de Pietro Soave Polano, une anagramme de Paolo Sarpi Veneto. Modifié par Marco Antonio de Dominis, son manuscrit n'est pas trahi par ces modifications. Il est presque aussitôt traduit dans d'autres langues, en anglais par Nathaniel Brent grâce aux efforts de ses amis Daniel Nijs et Dudley Carleton, en latin (1620) par Adam Newton, puis en français et en allemand.
C'est une histoire non officielle, et de fait Sarpi a été grandement utilisé par les protestants ; John Milton l'appelait le grand démasqueur.
Pour autant, Sarpi n'a jamais endossé sa paternité. Fut-ce sur les instances de Louis II de Bourbon, prince de Condé.

### Autres œuvres
En 1613, le Sénat vénitien demande à Sarpi d'écrire l'histoire de l'Inquisition vénitienne. Sarpi y révèle que le tribunal, mis en place en 1289, est une institution de l'État vénitien, auquel le Pape de l'époque, Nicolas IV, a simplement apporté sa caution. En 1615, l'Inquisition recommande l'interdiction du livre de Sarpi.
Parallèlement, une histoire posthume de l'interdit, due à Sarpi, et imprimé à Venise l'année après sa mort, mais faussement enregistrée à Lyon, est mise à l'index dès 1611 par l'inquisition.

### Lettres
Des collections de lettres de Sarpi ont été publiées sous le titre : « Lettere Italiane di Fra Sarpi » (à Genève, 1673) ; « Scelte Lettere inédite de P. Sarpi » (à Capolago, en 1833) ; « Lettere di raccolte Sarpi » (à Florence, en 1863) et enfin « Lettere inedite di Sarpi » (à Venise, en 1892). En Allemagne, sous le titre « Paolo Sarpi. Briefe Neue, 1608-1610 » (à Leipzig en 1909). Enfin, une édition moderne (de 1961) « Lettere intérim Gallicane » de sa correspondance avec les français montre qu'il était en rapport étroit avec les juristes : Jacques-Auguste de Thou, Jacques Leschassier, Jacques Gillot. Sarpi fut également en correspondance avec William Cavendish, la traduction anglaise étant réalisée par Thomas Hobbes.

### Une pensée politique vénitienne
Sarpi se montre influencé par Michel de Montaigne et Pierre Charron. Aspirant à la tolérance du culte protestant à Venise, et espérant une séparation de la république avec Rome, Sarpi doit comparaître par trois fois devant l'Inquisition (1575, 1594, et 1607). Sarpi souhaite la mise en place d'une église vénitienne libre. Il n'aime pas dire la messe, et la célèbre le moins possible. Patriote avant tout, il préféra néanmoins demeurer fidèle au catholicisme et ne devint ni anglican, ni luthérien, ni calviniste. Selon l'avis de Pierre Le Courayer, "Sarpi était globalement Catholique et protestant dans les détails".

### Ses œuvres scientifiques

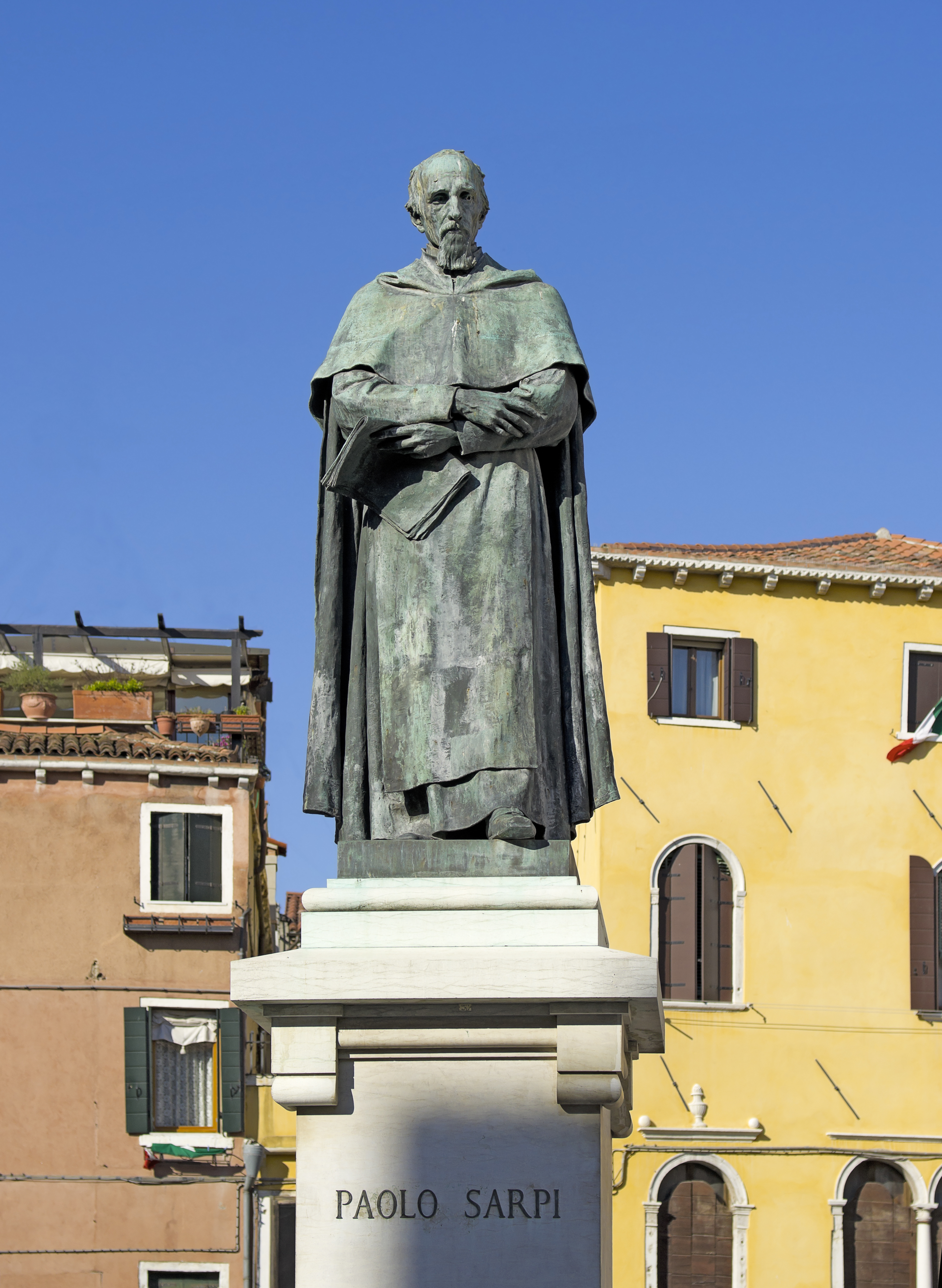
Monument à Paolo Sarpi Campo Santa Fosca à Venise, à quelques mètres du lieu où il fut poignardé

Sarpi fut également respecté par la communauté scientifique de son époque. Il a introduit en Italie l'Algèbre Nouvelle de François Viète, que lui a vraisemblablement fait connaître Marino Ghetaldi. Il appréciait l'œuvre du grand mathématicien français. Et sa propre compétence en mathématiques est reconnue à l'époque par Anderson et Jacques Aleaume, qui lui soumettent leurs publications pour avis. En métaphysique, dans un traité aujourd'hui perdu, Sarpi aurait anticipé les idées de John Locke. On lui prête également d'avoir découvert la circulation du sang avant Walter Warner et William Harvey mais cette prétention ne repose sur aucune autorité. La seule découverte qui peut lui être attribuée en toute sécurité est celle de la contractilité du diaphragme.

### Postérité de l'œuvre
La vie de Sarpi a été écrite par son disciple, Fulgenzio Micanzio, dont le travail est pauvre et dépourvu d'esprit critique. Au XIXe siècle, paraissent de nombreuses biographies, d'Arabella Georgina Campbell (1869), de Pietro Balan, Fra Paolo Sarpi (Venise, 1887) et Pascolato, Fra Paolo Sarpi (Milan, 1893). En 1983, David Wootton le présente dans Paolo Sarpi : Entre Renaissance et Lumières (Cambridge) sous les traits d'un athée philosophique.

## Liste des Œuvres
- Opere, éd. L. et G. Cozzi, Milan-Naples, 1969
- Discorso dell'origine, forma, leggi ed uso dell'Uffizio dell'Inquisizione nella città e dominio di Venezia, 1638.
- Trattato dell'interdetto di Paolo V nel quale si dimostra che non è legittimamente pubblicato, 1606
- Apologia per le opposizioni fatte dal cardinale Bellarmino ai trattati et risolutioni di G. Gersone sopra la validità delle scomuniche, 1606.
- Considerationi sopra le censure della santità del papa Paolo V contra la Serenissima Repubblica di Venezia, 1606
- Historia della sacra inquisitione [...] - Serravalle, F. Albicocco, 1638
- Il trattato dell'immunità delle chiese (De iure asylorum), 1622.
- Istoria dell'Interdetto [Venise, 1606] e altri scritti editi e inediti, Bari, Laterza 1940
- Lettere ai protestanti, Bari, Laterza 1932
- Lettere ai Gallicani, éd. Boris Ulianich, Wiesbaden, F. Steiner, 1961.
- Trattato delle materie beneficiarie, 1676.
- Pensieri naturali, metafisici e matematici, 1951
- Istoria del Concilio Tridentino, Turin, Einaudi 1974; été traduite en français par Le Courayer, 1736
- Consulti, éd. Corrado Pin, Pise-Rome, Istituti Editoriali e Poligrafici Internazionali, 2 vol., 2001
- Della potestà de' prencipi, éd. Nina Cannizzaro, Venise, Marsilio 2007
- Un petit écrit sur le gouvernement de la république de Venise, faussement attribué à Paolo Sarpi, intitulé l'Opinione (traduit de l'italien au français par François-Marie de Marsy, sous le titre de Le Prince de Fra Paolo)[4].

Ses œuvres complètes ont été publiées à Naples, 1790, 24 v, in-8. Elles sont à l'index à Rome.